# 默氏厲牙長尾鱈
默氏厲牙長尾鱈，為輻鰭魚綱鱈形目鼠尾鱈科的其中一種，分布於東大西洋亞速群島至南非好望角、印度西太平洋區，從東非至澳洲、紐西蘭海域，屬深海底棲性魚類，深度0-2500公尺，體長可達64公分，棲息在大陸坡底層水域，生活習性不明。